# Rostislaw I. (Kiewer Rus)
Rostislaw Mstislawitsch von Kiew (ukrainisch und russisch Ростислав Мстиславич; * um 1110; † 1167) war der Fürst von Smolensk (1125–1160), Fürst von Nowgorod (1153) und Großfürst von Kiew (1154, 1159–1167).
Er war der Sohn von Mstislaw I. Wladimirowitsch.
Am 3. Februar 2016 wurde er von der Russisch-Orthodoxen Kirche heiliggesprochen.